# UTV (Rumänien)
UTV är en rumänsk TV-kanal som sänder musikvideor och musikrelaterade program. Kanalen bildades 2005 av Sorana Urdareanu, men ägs sedan 2011 av RCS & RDS Sedan 2010 sänder kanalen i HDTV-format.